# Минги (верование)
Минги — это традиционное верование среди говорящих на омотских языках народов каро, хамар и банна на юге Эфиопии, что дети с предполагаемыми и истинными физическими отклонениями ритуально нечисты. Пример предполагаемых аномалий — прорезывание верхних зубов раньше нижних. Дети, рождённые вне брака, также считаются нечистыми и поэтому способными навлечь проклятия на людей. Страх перед проклятиями или неудачей для племени приводит к убийству многих детей. От этих детей избавляются путем утопления, засыпания земли в рот, удушения, либо оставляя младенцев в лесу или на съедение животным. Решение заклеймить ребенка минги принимают старейшины, но смерть совершают разные члены племени. Считается, что около 686 000 человек тайно практикуют его в других омотских сообществах. Люди этих сообществ верят, что такие дети оказывают пагубное влияние на других людей, поэтому от младенцев минги традиционно избавляются без надлежащего захоронения.
Когда Италия оккупировала Эфиопию как часть своей колонии с 1936 по 1941 год, итальянское колониальное правительство Восточной Африки запретило практику минги, поскольку это считалось преступлением.

## Обзор
Среди каро и хамар традиционно считалось, что дети с физическими отклонениями или минги отрицательно влияют на общество, например: вызывают стихийные бедствия, в том числе засухи или болезни, поэтому от таких детей традиционно избавлялись без надлежащего захоронения. Исторически таких детей оставляли за пределами деревни в одиночестве без присмотра, сбрасывали со скалы или топили в реке.
Причины объявления нечистости включают рождение вне брака, рождение близнецов, прорезывание зубов на верхней челюсти раньше, чем на нижней и выкрашивание зуба в детстве. Сообщается, что некоторые из тех, кто был отделён от племени и уже могли ходить, следовали за племенем на расстоянии, пока в конечном итоге не уступали голоду или хищникам.
В тематическом материале 2011 года отмечается недостаток академических исследований по этому вопросу, но «некоторые наблюдатели предполагают, что это могло начаться много поколений назад как способ избавиться от людей, которые с большей вероятностью станут бременем или которые не может способствовать распространению своего народа».
Каро официально запретили эту практику в июле 2012 года, в то время как около 50 000 человек тайно продолжают практиковать ее в других омотских общинах. Позднее этот обычай был официально прекращён и в племени бана. Минги все ещё практикуют в племени хамар.
В 2008 году представитель племени каро Лале Лабуко начал спасать детей, которых считали «минги». Отмеченный наградами документальный фильм 2011 года «Нарисованные из воды» рассказывает о ранних спасательных операциях Лабуко. Вместе с калифорнийским кинорежиссером и фотографом Джоном Роу Лале основал Детскую организацию Лабуко Омо. В январе 2019 года было спасено 55 детей в возрасте от 1 до 11 лет. Дети живут в доме, построенном с помощью Джона Роу. Они посещают частную школу в городе вместе с другими учениками. Самой старшей девушке 18 лет и в следующем году она поступит в университет. О детях заботятся команда сотрудников и волонтеров. Христианские организации из США собирают пожертвования и отправляют волонтёров для ухода за детьми. Вскоре ожидается детский дом в новом и более просторном здании.
В 2015 году был выпущен дополнительный фильм о практиках минги под названием «Дитя Омо: река и куст».
По данным самого Лале Лабуко в 2021 году было убито около 300 детей. За 3 месяца 2022 в трёх до сих пор практикующих обычай деревнях было убито 47 детей.

## Типы детей минги
- Дети, рожденные от девочек или женщин вне брака.
- Дети, рождённые от супружеских пар, чей брак официально не подтверждён или чья беременность не была благословлена старейшинами племени.
- Дети, у которых верхние зубы выросли раньше, чем нижние.
- Дети, рожденные близнецами[14].